# Patka-Helm

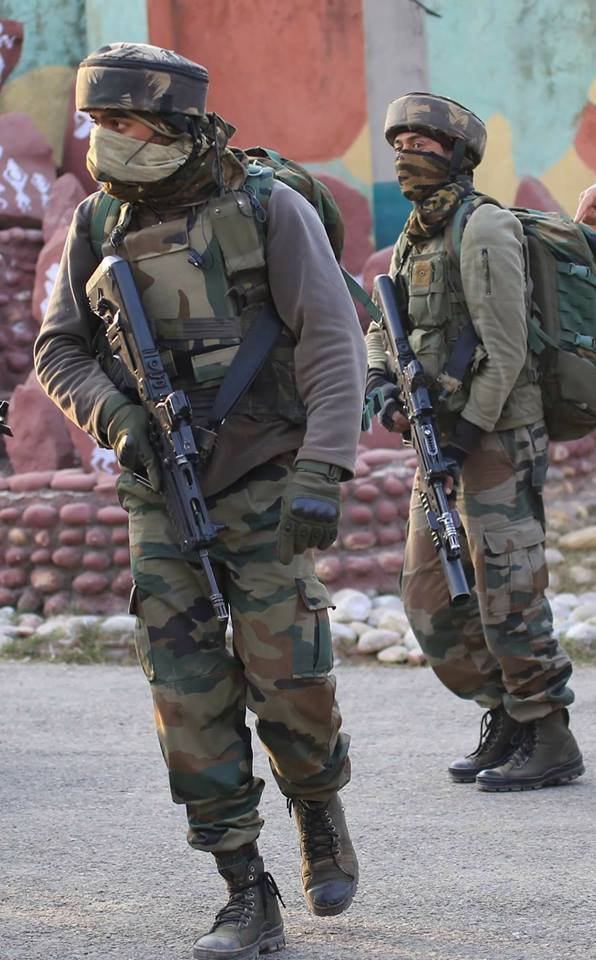

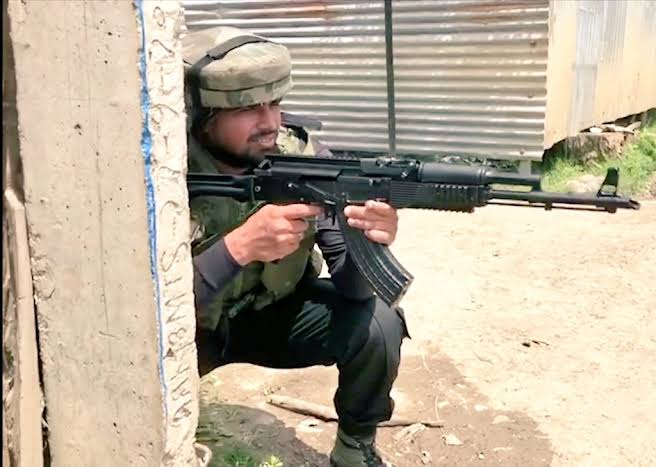

Der Patka-Helm ist ein indischer Gefechtshelm.

## Geschichte
Der Patka-Helm wurde in den frühen 1990er Jahren von Generalmajor Vijay Kumar Datta entwickelt und wird von dem indischen Unternehmen Star Wire produziert. Er sollte eine kostengünstige und leichtere Alternative für den Stahlhelm Model 1974 sein. Angehörige von militärischen und paramilitärischen Einheiten tragen diesen Helm vor allem in Jammu und Kashmir.
Die etwas eigentümliche Form wurde gewählt, damit Sikh-Soldaten ihre traditionelle Haartracht und Kopfbedeckung darunter tragen können.
Jedoch hat der Patka-Helm eine große Schwachstelle, er schützt nicht die Oberseite des Kopfes. Deswegen plant das indische Verteidigungsministerium einen neuen Helmtyp mit eine Ausbuchtung auf der Oberseite.

## Aufbau
Der Helm besteht aus einem Reifen aus gepresstem Stahl. Der Helm ist mit Stoff bezogen, hat ein Innenfutter sowie eine Kinn- und Nackenriemen. Bei Bedarf können zusätzliche Schutzelemente für Nacken, Ohren und Backen aus Kevlar angebracht werden. Es sind drei Größen verfügbar. Je nach Größe und den zusätzlichen Schutzelementen beträgt das Gewicht 1,4 kg bis 1,9 kg.
Der Helm soll Schutz vor 7,62 × 39 mm-Geschossen der AK-47-Waffenfamillie aus 10 m Entfernung bieten.